# Hernstein
Hernstein è un comune austriaco di 1 540 abitanti nel distretto di Baden, in Bassa Austria; ha lo status di comune mercato (Marktgemeinde).